# Tachytrechus insignis
Tachytrechus insignis är en tvåvingeart som först beskrevs av Hermann Friedrich Stannius 1831.  Tachytrechus insignis ingår i släktet Tachytrechus och familjen styltflugor. Enligt den svenska rödlistan är arten otillräckligt studerad i Sverige. Arten förekommer i Götaland. Artens livsmiljö är havsstränder. Inga underarter finns listade i Catalogue of Life.